# Hiroyasu
Hiroyasu ist ein männlicher japanischer Vorname.

## Bekannte Namensträger
- Hiroyasu Aizawa (* 1961), japanischer Skispringer
- Hiroyasu Shimizu (* 1974), japanischer Eisschnellläufer